# Afromorgus maindroni
Afromorgus maindroni är en skalbaggsart som beskrevs av Riccardo Pittino 2005. Afromorgus maindroni ingår i släktet Afromorgus och familjen knotbaggar. Inga underarter finns listade i Catalogue of Life.